# 잠든 그대의 옆 모습에 미소를
〈잠든 그대의 옆 모습에 미소를〉(일본어: 眠る君の横顔に微笑みを 네무루키미노요코가오니호호에미오[*])는 사에구사 유카 인 데시벨의 일곱 번째 싱글이다.

## 수록곡
1. 잠자는 너의 옆 모습에 미소를(眠る君の横顔に微笑みを)
2. 둘도 없는 마음 그대에게 닿기를(かけがえない想い君に届け)
3. Graduation (Acoustic version)
4. 그대와 약속했던 아름다운 그 곳까지 (TV version)(君と約束した優しいあの場所まで 〜TV version〜)
5. 잠자는 너의 옆 모습에 미소를 (Instrumental)

## 타이업
- 닛폰 TV 요미우리 TV계 애니메이션 《명탐정 코난》 닫는 곡 (#1)

| TV 애니메이션 《명탐정 코난》 닫는 곡 2004년 2월 9일 (350화) ~ 2004년 10월 25일 (375화) |                                                          |                                    |
| 이전 곡: 가넷 크로우 〈그대라고 하는 빛〉                                               | 사에구사 유카 인 데시벨 〈잠든 그대의 옆 모습에 미소를〉 | 다음 곡: 가넷 크로우 〈잊고 피는〉 |